# Iodopepla alayoi
Iodopepla alayoi är en fjärilsart som beskrevs av Todd 1964. Iodopepla alayoi ingår i släktet Iodopepla och familjen nattflyn. Inga underarter finns listade i Catalogue of Life.